# Dīnār (ort)
Dīnār (persiska: كانی دينار, دینار, Kānī Dīnār) är en ort i Iran.   Den ligger i provinsen Kurdistan, i den nordvästra delen av landet, 500 km väster om huvudstaden Teheran. Dīnār ligger 1 291 meter över havet och antalet invånare är 5 127.
Terrängen runt Dīnār är kuperad åt nordväst, men åt sydost är den platt.Runt Dīnār är det ganska tätbefolkat, med 60 invånare per kvadratkilometer. Närmaste större samhälle är Marivan, 7,9 km norr om Dīnār. Trakten runt Dīnār består till största delen av jordbruksmark.